# Rivington
Rivington est un petit village et une paroisse civile du Lancashire en Angleterre. Il s'étend sur 10,27 km2 à 9,7 kilomètres au sud-est de Chorley et à 13,7 kilomètres au nord-ouest de Bolton et dépend du borough de Chorley. Rivington est au bord des West Pennine Moors, au pied du Rivington Pike. Il comptait 144 habitants en 2001 et plus que 109 en 2011.